# Giulio Cesare Procaccini
Giulio Cesare Procaccini (Bologne, 1574 - Milan, 1625) est un peintre et graveur italien, l'un des représentants majeurs de l'école lombarde du début du XVIIe siècle. Issu d'une famille de peintres qui a quitté Bologne pour s'installer à Milan, il se forme à la sculpture avant de se tourner vers la peinture. Il mène une carrière brillante et prolifique, alternant grands tableaux d'autels pour des églises et tableaux de chevalet, essentiellement d'inspiration religieuse, pour le marché privé. Les commandes lui viennent de toute la Lombardie, ainsi que des régions avoisinantes, et notamment de Gênes, où il bénéficie du mécénat de Giovan Carlo Doria. Il meurt en 1625, à l'âge de 51 ans.
Procaccini a produit une œuvre d'une grande variété stylistique, fortement influencée par Le Corrège et Le Parmesan, mais également attentive aux développements contemporains de la peinture baroque proposés par les Carrache ou Rubens. Son œuvre se caractérise néanmoins par un langage sentimental et la recherche d'une beauté idéalisée et sensuelle. En cela, elle se distingue de celle, plus ténébreuse et dramatique, des autres grands peintres lombards de son époque, Cerano, Il Morazzone, Tanzio da Varallo.

## Biographie

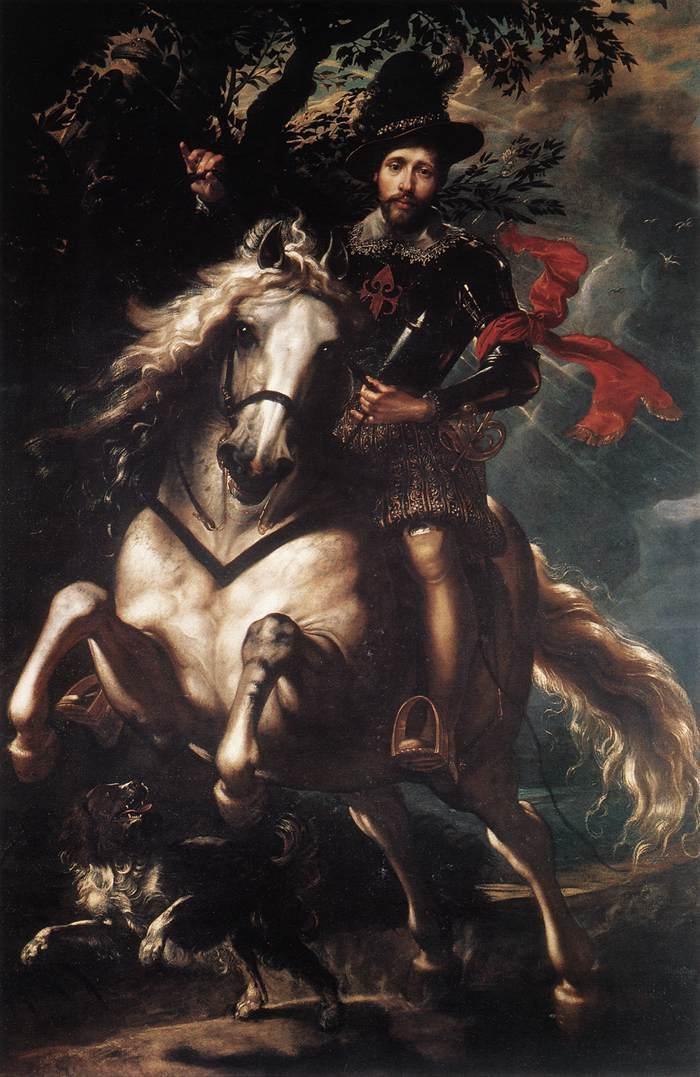
Pierre Paul Rubens, Portrait de Giovan Carlo Doria
Gênes, Palazzo Spinola.

Giulio Cesare Procaccini naît le 30 mai 1574 à Bologne. Son père Ercole et son frère aîné Camillo, né en 1561, sont tous deux peintres. Un autre frère, plus jeune, 
Carlo Antonio, le deviendra également. En 1587, la famille Procaccini quitte Bologne pour s'installer Milan à la suite de l'invitation d'un mécène milanais, Pirro Ier Visconti Borromée (it), qui engage Camillo pour la décoration de sa villa (it) à Lainate.
Giulio Cesare Procaccini commence par se former à la sculpture. La première trace documentée de son activité date de 1590. Sous la direction de Francesco Brambilla (it), il participe au chantier de la cathédrale de Milan, où il exécute deux statues en marbre de Sainte Euphémie et Sainte Marceline (non identifiables aujourd'hui). Il est cependant vraisemblable qu'il ait déjà commencé à travailler dans l'équipe de sculpteurs de Brambilla à la villa Visconti Borromée (it) en 1587-1589.
Son activité de sculpteur se poursuit entre 1591 et 1599, à la cathédrale de Milan, mais aussi à l'Église Santa Maria presso San Celso, pour la façade de laquelle deux bas-reliefs en marbre lui sont commandés en 1595 (bien qu'en mauvais état, ils sont toujours visibles actuellement). En 1599, il abandonne brusquement la sculpture et décline une nouvelle commande pour la cathédrale de Milan. Il se marie en 1600 avec une certaine Isabella Visconti.
À partir de 1609, affluent des grandes commandes religieuses venant de toute la Lombardie. Il décore, entre 1609 et 1612, une chapelle de l'église San Antonio Abate à Milan. Il peint six des vingt-quatre tableaux du cycle des Miracles de Saint Charles Borromée, commandé pour la cathédrale de Milan à l'occasion de la canonisation de Charles Borromée en 1610. Il peint en 1612-1613, des retables pour l'église Santa Marie dei Miracoli à Corbetta, en particulier La Vierge à l'Enfant avec Saint François et Saint Dominique, maintenant au Metropolitan Museum of Art, et pour l'église de Caravaggio en 1615, La Vierge à l'Enfant avec Saint Ferme et Saint Rustique.
En 1611, Procaccini entre en contact avec le grand collectionneur génois Giovan Carlo Doria, qui devient son principal mécène. Entre 1611 et 1622, celui-ci acquiert plus de soixante œuvres de Procaccini : retables, bozzetti (esquisses à l'huile), dessins. Parmi ces œuvres, se trouvent un Saint Charles Borromée (probablement celui de la Pinacothèque Brera), un Ecce Homo (probablement le tableau du musée de Dallas), une Salomé, une Judith avec la tête d'Holopherne, une série des 12 Apôtres (dont quatre sont aujourd'hui au Palazzo Rosso), un Combat de Saint Jacques. Le seul séjour attesté de Procaccini à Gênes a lieu en 1618. C'est lors de ce séjour qu'il peint une grande Cène pour la basilique Santissima Annunziata.
Il meurt en 1625 à Milan.

## Œuvre

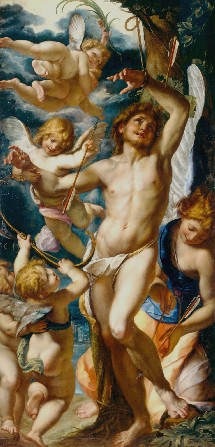
Saint Sébastien secouru par les anges.
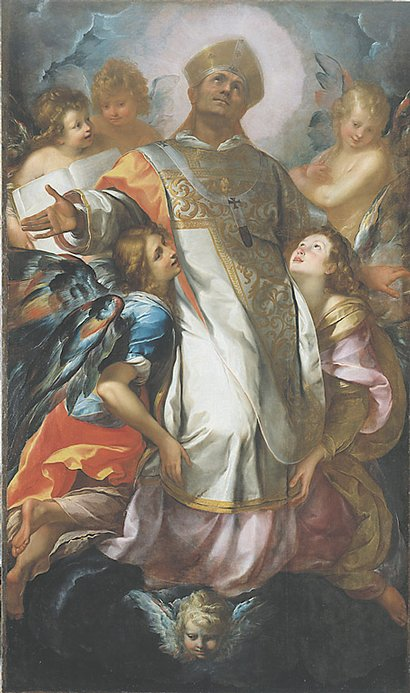
Saint Charles Borromée.
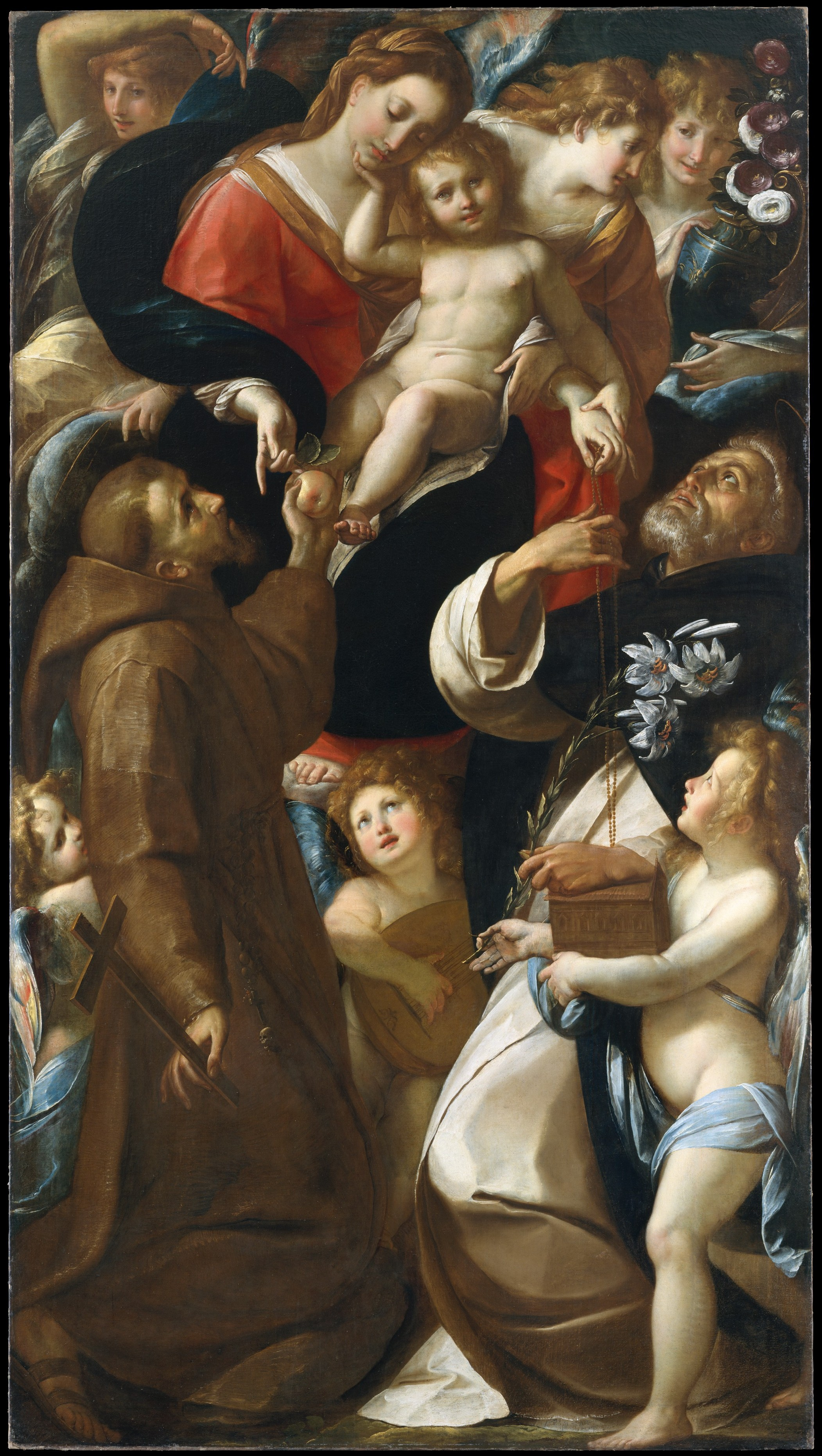
La Vierge à l'Enfant avec saint François et saint Dominique.
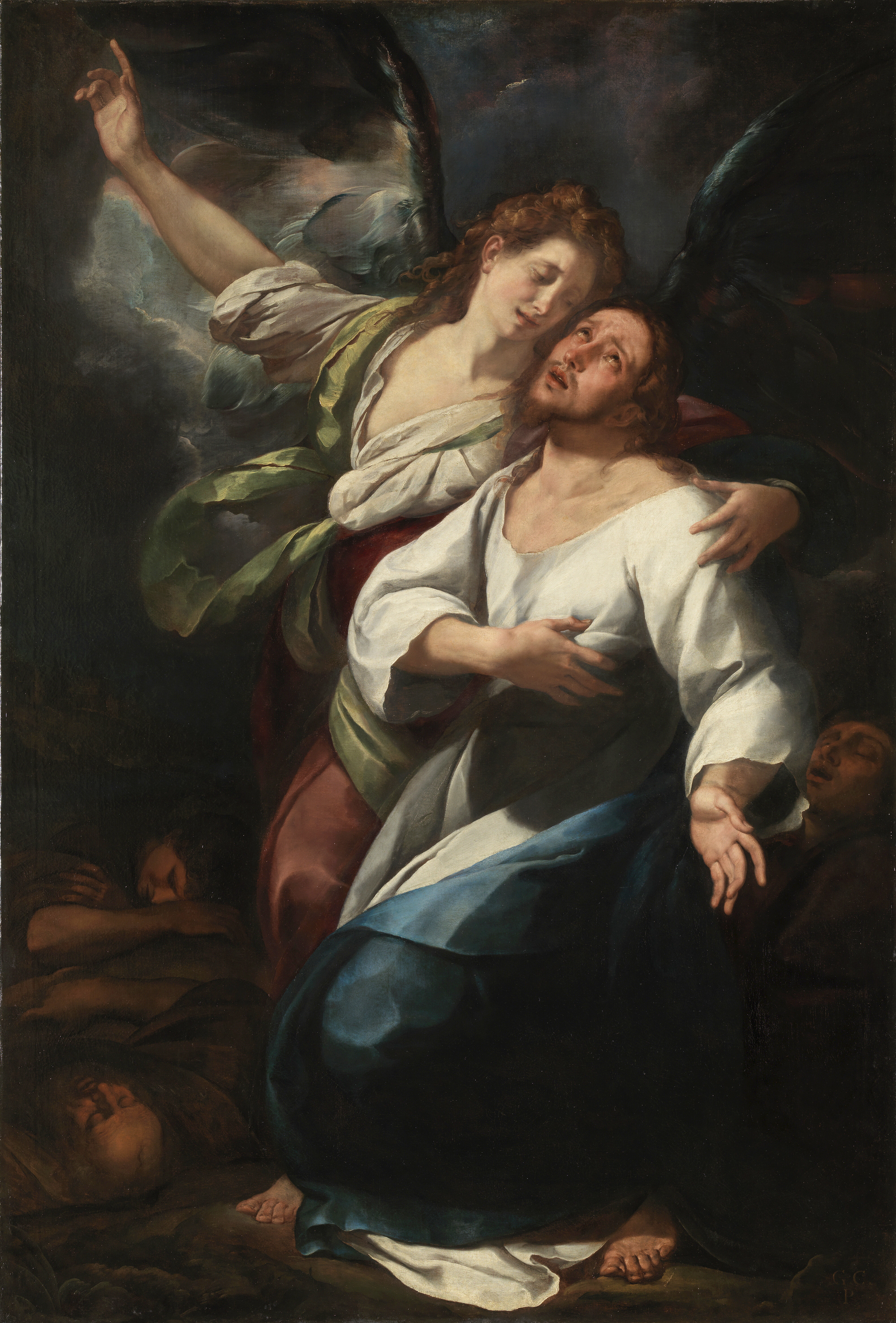
Le Christ au jardin des Oliviers.
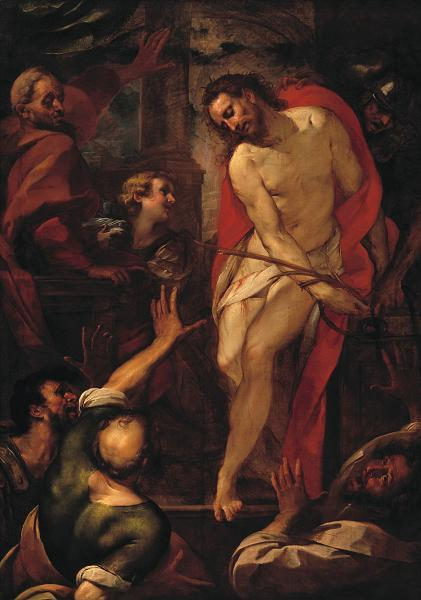
Ecce Homo.
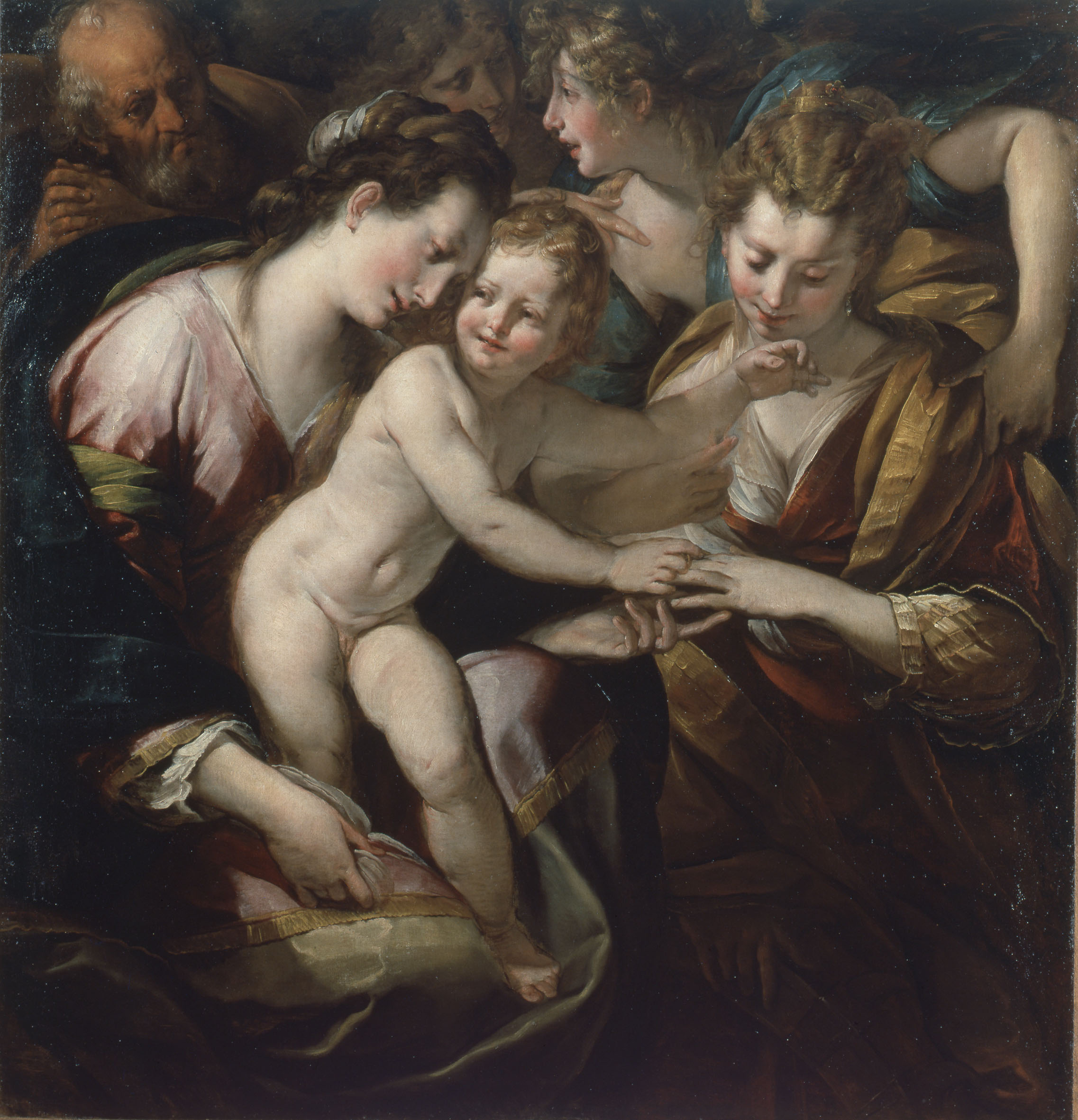
Le Mariage mystique de sainte Catherine.

## Liste des œuvres
- La Déposition de croix, 1606, Appenzell, Église des Capucins
- Le Martyre de saint Nazaire et saint Celse, 1606, Milan, Église Santa Maria presso San Celso
- La Vierge à l'Enfant avec saint Pierre et saint Paul, vers 1605-1610, Domaso, Église San Bartolomeo
- Saint Sébastien secouru par les anges, 1610, bois, 285 × 139 cm, Bruxelles, Musée Old Masters[4]. Le retable ornait autrefois un autel de l'église Santa Maria presso San Celso à Milan[5].
- Miracles de saint Charles Borromée, 1610, Milan, Cathédrale
- L'Annonciation, v. 1610, huile sur toile, City of York Art Gallery[6]
- Pietà, vers 1611, Vienne, Kunsthistorisches Museum Notice en ligne
- La Vierge à l'Enfant avec Saint François et Saint Dominique, 1612-1613, huile sur toile, 257 × 143 cm, New York, Metropolitan Museum of Art[7]. Retable commandé par Gaspare Spanzotta pour la chapelle de saint François d'Assise et de saint Dominique dans l'église de la Madone des Miracles à Corbetta[8].
- La Vierge Enfant avec saint Ferme et saint Rustique, 1615, Caravaggio, Église Saint Ferme et Saint Rustique
- La Circoncision, 1616, Modène, Galleria Estense
- Le Mariage de la Vierge, vers 1617, Galerie nationale de Parme (Notice en ligne)
- La Mort de la Vierge, 1616-1618, Crémone, Museo Civico "Ala Ponzone"
- La Cène, 1618, Gênes, basilique Santissima Annunziata
- Le Christ au Jardin des oliviers, Madrid, Musée du Prado
- L'Arrestation du Christ, Collection privée (Notice en ligne)
- La Flagellation du Christ, Boston, Musée des Beaux-Arts, (Notice en ligne)
- Le Couronnement d'épines, Sheffield, Graves Art Gallery (Notice en ligne)
- Le Portement de Croix, Collection privée (Notice en ligne)
- L'Érection de la Croix, Edimbourg, Galerie nationale d'Écosse (Notice en ligne)
- Le Baptême du Christ, Bratislava, Galerie nationale slovaque (Notice en ligne)
- Ecce Homo, Dallas Museum of Art
- La Descente de Croix, Sidney, Galerie d'art de Nouvelle-Galles du Sud, (Notice en ligne)
- Le Mariage mystique de sainte Catherine, vers 1620, Milan, Pinacothèque de Brera
- Abraham et les Trois Anges, vers 1620, Turin, Museo Civico di Palazzo Madama (Notice en ligne)
- La Vierge à l'Enfant avec saint Charles Borromée, saint Latino et des anges, vers 1620, Brescia, Église Sant'Angela Merici
- L'Apothéose de saint Charles Borromée, vers 1620, Dublin, National Gallery (Notice en ligne)
- L'Annonciation, vers 1620, Paris, Musée du Louvre (Notice en ligne)
- Constantin reçevant les instruments de la Passion, 1620, Turin, Château Sforza
- Caïn et Abel, 1623, Turin, Accademia Albertina
- Sainte Agathe soignée par saint Pierre, vers 1600, Clermont-Ferrand, Musée d'art Roger-Quilliot [9]